# 川添良幸
川添 良幸（かわぞえ よしゆき、1947年12月16日 - ）は、日本の工学者、東北大学名誉教授。スーパーコンピュータによる計算材料学研究者。名誉教授ドットコム代表取締役。
東北大学金属材料研究所教授、同情報シナジーセンター長、同金属材料研究所計算材料学センター長、NPO法人科学協力学際センター長、中国復旦大学顧問教授、アジア計算材料科学コンソーシアム組織委員長、ナノ学会会長など歴任。

## 人物像/研究成果/学会活動
宮城県仙台市生まれ。東北大学理学部卒業、東北大学大学院博士課程修了、理学博士。
材料設計専用のスーパーコンピューターを多くの利用者に使いやすく設定する、という業務に取り組む。同大客員教授のビジェイ・クマールとは共同で、第一原理シミュレーション計算により、フラーレン型シリコン（シリコンフラーレン）の実在を予言。また、バージニア・コモンウェルス大学および北京大学との共同研究では、片側だけを水素終端したグラフェン（グラフォン）が炭素原子1個につき、0.5ボーア磁子の強磁性体となることを予言した。近年では、磁性の根源解明にも成功。7年間の歳月を費やし、米国の理論物理学者ジョン・クラーク・スレイターの導き出した磁性原理は必要条件であるビリアル定理を満たしておらず、全くの誤りであることを実証した。そして、これらの成果を生み出した研究の基盤となっている第一原理プログラムTOMBO(TOhoku university Mixed-Basis Orbitals ab initio program)を開発する。現在は、独ボッシュ社などと次世代自動車用材料設計の共同研究を実施している。
学会活動ではアジア地区の計算材料学の発展を願い、アジア計算材料学コンソーシアム(ACCMS)を創設。これまでに10回以上の国際会議を開催し、アジア地区に定着した国際研究者集団を形成するまでに至っている。一方、国内では、ナノ学会の立ち上げにも関わり、ナノバイオロジーの活躍も導き出した。社会活動では、NPO科学協力学際センター及び日本語教育e-learningセンター設立にも関わり、理科離れ防止や日本語を世界に広めるため、国内外の若い人材育成に寄与している。
中国琵琶の王暁東の後援会長にも就任する。
趣味はクラシックギター、カエルグッズ蒐集、ガーデニングなどで、クラシックギターで東日本大震災のチャリティーコンサートを行った。またルーローの三角形を使用したラジコンを作るなど様々な分野の研究を行っている

## 研究業績の概要
同人のこれまでの研究は、東北大学大学院生及び教養部助手時代の原子核物理学、同情報処理教育センター助教授としての計算機教育分野、及び同金属材料研究所教授としてのスーパーコンピューターを用いた新材料設計と非平衡系材料データベース構築・提供と広範にわたるものである。これらの内でも特筆すべきものを挙げる。(1)原子核による電子散乱理論の高度な計算プログラムを作成して実験家との共同研究を行い、その成果を公表することにより、本学の成果が世界に知られるようになった。(2)計算機を用いた教育管理システムを構築し、教養部全学生に対して国内初の大規模情報処理教育を可能とし、実際に多人数教育を担当した。(3)仏教文献の自動認識によって科学的な仏典の比較研究法を確立し、仏教の本質に迫る成果を出すことに寄与した。(4)世界で初の非平衡材料データベースを構築し、著名なLandolt-Börnsteinシリーズとして出版した。(5)スーパーコンピューターを用いた超大規模シミュレーション計算により、新規材料設計開発を行った。(6)磁性の根源を解明し、これまでの標準的な教科書が誤っていることを正した。これらの研究成果に対し、東方学術賞(Eastern Prize)、科学技術情報センター学術賞、The Ken Francis Award、日本金属学会学術功労賞、IBM Shared University Research Award、日本金属学会学術貢献賞、ACCMS賞等が授与されている。

## 顕著な主な研究業績の具体的内容
全電子混合基底法第一原理シミュレーションプログラムの開発と適用
日本では希有な独自の定式化による材料設計用ソフトウェアを開発し、ACCMS等を通じてその普及に努めた。芯電子を含む材料系の精密な電子状態を少ない計算量で求めることが可能で、他では不可能な超微細構造定数の精密算定や化学反応過程のダイナミクスシミュレーションに成功した。材料の発光波長の絶対値算定が可能で、新たな発光材料の理論設計を可能とした。
格子振動の第一原理計算法の確立
従来、モデル計算が主体だった格子振動計算を、電子状態計算に基づく新方法によって可能とするための定式化とプログラム作成を行い、主要な材料系に適用した。このプログラムはPHONONという名称で市販化され、現在、研究方法自体も標準的なものとして広く活用されている。
シリコンフラーレンの予言
炭素で発見されたフラーレン構造がシリコンでも存在し得ることを理論的に示し、それが医療用ナノ粒子として活用可能なことを示した。この予言後に実験的に合成され、特許化も行われた。また、シリコンフラーレンは、それを単位として結合でき、シリコンナノチューブが容易に合成出来ることを予測し、その後実験的に合成され、理論予言の正しさが証明された。
新規水素貯蔵材料設計
エネルギー・環境問題解決の切り札の一つとして期待されている水素を多量に貯蔵し、容易に移送を行え、100℃程度で放出出来る新材料の理論設計に当たり、可能性のある多くの材料の提案を行った。特に、ロシア科学アカデミー無機化学研究所との共同研究として2013年度よりロシア政府から年間約1億円で3年間の研究費を支給されシミュレーション計算による新規水素貯蔵材料の研究を行っている。実施したクラスレート水和物中への水素貯蔵は最もクリーンなエネルギー貯蔵材料として注目されている。
磁性の根源解明
量子力学確立直後から標準的な教科書に記述されて来た、電子の交換相互作用による磁性の説明が全くの間違いであり、多数の電子と原子核の間の複雑な相互作用の総合的な結果であることを精密な数値計算によって示すことに成功した。これにより、研究者は正しい磁性材料設計指針を持つことが出来るため、今後の新規磁性材料設計開発に大きな寄与をなした。
以上同人は、物理の基礎理論に基づいて幅広く計算機シミュレーションによる材料研究を進め、基礎と実用化の両面で顕著な研究成果を挙げてきた。また、科学的研究手法を文科系の研究テーマに適用して新たな研究方策を確立すると共に、情報処理教育の抜本的改善法に寄与した。それらの研究成果を原著論文950件、国際会議発表858件、国内会議発表1388件、講演494件（内、国際会議基調講演及び招待講演50件）、著編訳書80件、公開特許12件、新聞記事151件、テレビ放映5件等で発表・出版し、その研究成果は国内外の研究者から高い評価を得ている。

## 功績となる活動、栄誉に関する事項
ナノ学会会長、NPO科学協力学際センター代表理事、スーパーSINET推進協議会委員ナノテクノロジー部会部会長、JST科学技術振興調整費審査部会委員・ナノテクノロジー分科会委員長などを務め、計算機シミュレーションによる新材料設計研究分野から、ナノテクノロジー一般の発展のために大きな役割を果たした。さらにAsian Consortium for Computational Materials Science (ACCMS) を創立し、その発展に多大の努力を払い、現在では、アジアに止まらない、この研究分野の重要な国際会議に育て上げた。その功績により、ACCMS賞を受賞、また、インド材料学会名誉会員に任じられた。東北大学CIO補佐官、文部省視学委員、文部科学省科学技術・学術審議会専門委員、地球シミュレーター民間利用課題選択委員会委員長、日本金属学会東北支部長等を務め、研究組織の運営面でも積極的に活動した。また同人は、マックスプランク研究所研究員、カリフォルニア大学バークレー校客員教授、オーストラリアWACAE客員教授、復旦大学及び西南師範大学顧問教授、南京大学客座教授、東京大学、北陸先端科学技術大学院大学、京都大学、国立情報学研究所、東北学院大学をはじめ多くの大学の併任・兼任・非常勤講師等を勤め、国内外で教育研究活動にも積極的に寄与した。特に、計算機シミュレーションによる新材料設計分野からの社会貢献に強い関心を示し、実験家や企業との共同研究で、科研費、NEDO、JSTの大型プロジェクトに数多く採択され、それらの研究成果の実用化も行われている。2013年にはロシアからメガグラントのリーダーに選出され、年間１億円程度の教育研究費を3年以上にわたって提供を受け、ロシアの教育に貢献している。2015年には北京大学の王前教授と共にグラフェンの一つのバリエーションとしてペンタグラフェンを発見し、スーパーコンピューターの計算により平面構造のペンタグラフェンの存在を見出した。 また2020年にはscopusで東北大教授としてもっとも多くの文献が掲載されるに至った。

## 計算材料学研究室の研究テーマ
1. EV/HEVの普及に伴い、モーター用磁石に使用するレアアース代替材料の開発
2. 効率的な電力発生を可能とする、無機/有機半導体材料の開発
3. 効率的な無線充電/無線電力電送を実現するための高性能な磁性体の開発
4. スマートフォン用タッチパネルに使用する安価な透明電極材料の開発
5. 太陽電池からの電圧変換効率を上げるトランス/リアクトル用磁性体の開発
6. 熱の有用エネルギー化を可能とする熱電素子と高効率な熱伝導材料の開発
7. 癌部位の早期発見やドラッグデリバリーなどのための医療用・バイオテクノロジー用ナノ粒子開発[10]
8. 水素吸蔵などのエネルギー貯蔵・輸送材料とガス分子分離材料の開発
9. 超伝導材料、原子炉用材料、グラフェンなどのナノ炭素系材料やポリマー系材料の開発
10. PET用などの放射線計測用結晶材料の開発

## 略歴
- 1975年（昭和50年）4月 - 1981年（昭和56年）10月 東北大学教養部物理学科助手
  - この間、1981年（昭和56年）3月-8月 マックスプランク研究所研究員
- 1981年（昭和56年）11月 - 1990年（平成2年）4月 東北大学情報処理教育センター助教授
  - この間、1986年（昭和61年）2月-5月 オーストラリアWACAE客員教授
- 1989年度 - 1991年度 文部省視学委員
- 1990年（平成2年）5月 - 2012年（平成24年）3月 東北大学金属材料研究所教授
  - この間、1993年（平成5年）2月-1997年（平成9年）3月 北陸先端科学技術大学院大学併任教授
- 2012年（平成24年）4月 - 東北大学未来科学技術共同研究センター 名誉教授
- 1991年（平成3年）12月 - 1992年（平成4年）2月および1993年（平成5年）2月-5月
- 米国カリフォルニア大学バークレー校客員教授
- 中国上海復旦大学及び重慶西南師範大学顧問教授
- 中国南京大学客座教授
- 2005年（平成17年）4月 - 2008年（平成20年）3月 国立情報学研究所併任教授、東北大学情報シナジーセンター長、東北大学情報シナジー機構副機構長、同本部事務機構情報部長、東北大学CIO補佐官
- Asian Consortium on Computational Materials Sciences(ACCMS) 代表（2000年～）
- ナノ学会 会長（2008年度 - 2011年度）
- 重慶大学名誉教授
- ベトナムICTイノベーションセンター長
- 2018年（平成30年） 4月 - 東北大学シニアリサーチフェロー
- 2020年（令和2年） 4月 - 名誉教授ドットコム代表取締役[11]

## 受賞
- ヨシエスクノ奨学賞 1972年（昭和47年）、東北大学
- 作行会奨学賞 1976年（昭和51年）4月、作行会
- 東方学術賞(Eastern Prize)、1991年（平成3年）、東方学院および印度大使館
- 科学技術情報センター学術賞、1994年（平成6年）4月、科学技術情報センター
- The Ken Francis Award 、2001年（平成13年）8月、Int. Conf. on Our World in Concrete and Structures
- 日本金属学会学術功労賞、2003年（平成15年）3月、日本金属学会
- IBM Shared University Research Award、2004年（平成16年）3月、IBM Co.
- 日本金属学会学術貢献賞 2004年（平成16年）9月、日本金属学会
- ACCMS賞、2007年（平成19年）9月、アジア計算材料学コンソーシアム
- ACCMS Contributed Award 2012年（平成24年）8月、アジア計算材料学コンソーシアム

## 著編書
- 孫と一緒にサイエンス ナノテクって面白い!!…∞（近代科学社）他、50冊以上、著名国際誌発表論文1,000編以上、自己引用を除く引用回数1万5千回以上。
- “Prediction of Nanostructured Materials with Quality Assurance”、Nano2011, Gdanisk, Poland, (2011.7.4) （基調講演）他、招待講演多数。